# 勒科尔米耶
勒科尔米耶（法語：Le Cormier，法語發音：[lə kɔʁmje]）是法国厄尔省的一个市镇，属于埃夫勒区。

## 地理
勒科尔米耶（48°58'35"N, 1°18'29"E）面积10.48 平方千米，位于法国诺曼底大区厄尔省，该省份为法国北部内陆省份，北起滨海塞纳省，西接奧恩省和卡爾瓦多斯省，南至厄尔-卢瓦省，东临瓦兹省、瓦兹河谷省和伊夫林省。
与勒科尔米耶接壤的市镇（或旧市镇、城区）包括：布瓦塞莱普雷旺什、卡尤埃-奥热维尔、谢雷、弗雷内、勒瓦勒达维德、圣日耳曼德弗雷内。

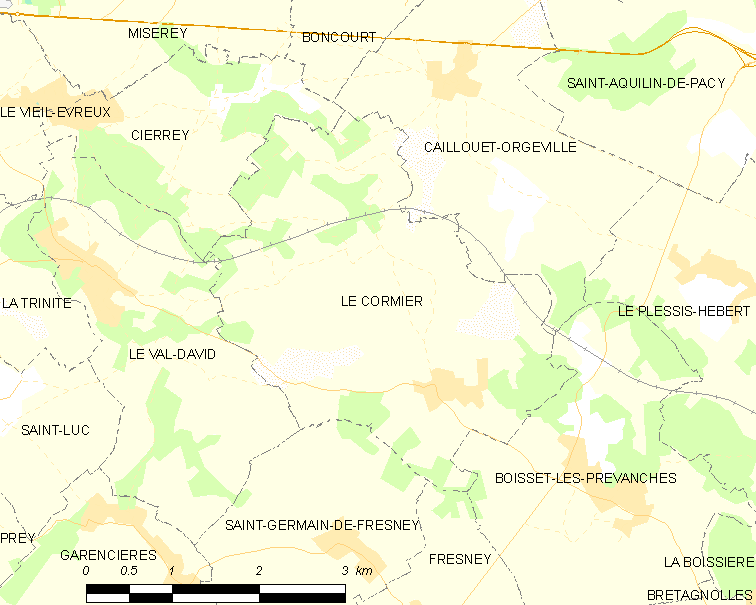
勒科尔米耶的OSM定位图

勒科尔米耶的时区为UTC+01:00、UTC+02:00（夏令时）。

## 行政
勒科尔米耶的邮政编码为27120，INSEE市镇编码为27171。

## 政治
勒科尔米耶所属的省级选区为厄尔河畔帕西县。

## 人口

1962-2008年间勒科尔米耶人口变化图示

勒科尔米耶于2022年1月1日时的人口数量为361人。